# 花蔵院 (浦安市)
花蔵院（けぞういん）は、千葉県浦安市にある新義真言宗の寺院。

## 歴史
創建年代は不明である。元々は別の場所にあったが、後に現在地に移転したという。1293年（永仁元年）の津波によって記録が流されてしまったので、詳細は不明である。その後、1577年（天正5年）に賢融によって中興された。しかし1713年（正徳3年）の暴風雨と1855年（安政2年）の安政江戸地震で堂宇は破壊され、以降は仮堂となってしまった。1914年（大正3年）にようやく再建された。
往時は境内とは別個に寺有地として6反8畝1歩（約68アール）の田圃があったが、農地改革で没収されてしまった。

## 文化財
- 公訴貝猟願成の塔（浦安市指定有形文化財 昭和50年8月18日指定）[2]

## 交通アクセス
- 浦安駅より徒歩11分。